# (38689) 2000 QS27
2000 QS27 (asteroide 38689) é um asteroide da cintura principal. Possui uma excentricidade de 0.14236280 e uma inclinação de 4.91091º.
Este asteroide foi descoberto no dia 24 de agosto de 2000 por LINEAR em Socorro.